# Conte di Kilmorey
Conte di Kilmorey è un titolo nobiliare inglese nella Parìa d'Irlanda.

## Storia

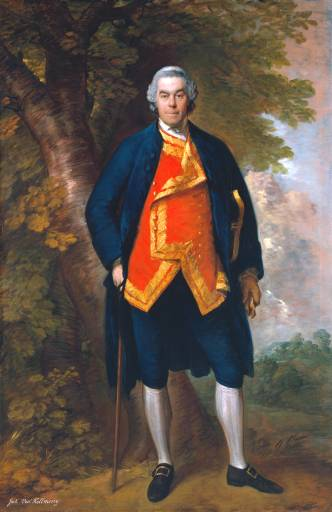
Ritratto di John Needham, X visconte Kilmorey, di Thomas Gainsborough.

Il titolo venne creato nel 1822 per Francis Needham, XII visconte Kilmorey, un generale del British Army e già membro del parlamento per Newry. Questi venne creato Visconte Newry e Mourne, nella contea di Down, nel contempo, sempre nella parìa d'Irlanda. Questi venne succeduto da suo figlio, il II conte, il quale rappresentò anche Newry alla camera dei comuni. Suo nipote, il III conte (figlio di Francis Jack Needham, visconte Newry) fu per breve tempo parlamentare per Newry e sedette alla camera dei lords come rappresentante irlandese dal 1881 al 1915.
Il figlio primogenito, il IV conte, fu Lord Luogotenente della Contea di Down e vice ammiragli dell'Ulster. Lord Kilmorey fu inoltre pari irlandese dal 1916 al 1961 divenendo l'ultimo rappresentante irlandese a sedere alla camera dei lords. Venne succeduto da suo nipote, il V conte, figlio del maggiore Francis Edward Needham, figlio secondogenito del III conte. Attualmente i titoli sono passati al figlio primogenito del V conte, il VI conte, al quale è succeduto nel 1977.
Il titolo di Visconte Kilmorey venne creato nella Parìa d'Irlanda nel 1625 per sir Robert Needham, Membro del parlamento per la costituente dello Shropshire, fu High Sheriff dello Shropshire in 1606. Suo figlio, il II visconte, rappresentò Newcastle-under-Lyme al parlamento e supportò Carlo I durante la guerra civile inglese. Suo figlio minore, il IV visconte, che succedette al fratellastro, combatté sempre per i realisti nel corso della guerra civile. Un suo pronipote, il XII visconte, venne creato conte di Kilmorey nel 1822.
La sede della famiglia è a Mourne Park, presso Kilkeel, nella Contea di Down.

## Visconti Kilmorey (1625)
- Robert Needham, I visconte Kilmorey (m. 1631)
- Robert Needham, II visconte Kilmorey (m. 1653)
- Robert Needham, III visconte Kilmorey (m. 1657)
- Charles Needham, IV visconte Kilmorey (m. 1660)
- Robert Needham, V visconte Kilmorey (1655–1668)
- Thomas Needham, VI visconte Kilmorey (c. 1660–1687)
- Robert Needham, VII visconte Kilmorey (1683–1710)
- Robert Needham, VIII visconte Kilmorey (1702–1717)
- Thomas Needham, IX visconte Kilmorey (1703–1768)
- John Needham, X visconte Kilmorey (1711–1791)
- Robert Needham, XI visconte Kilmorey (1746–1818)
- Francis Needham, XII visconte Kilmorey (1748–1832) (creato Conte di Kilmorey nel 1822)

## Conti di Kilmorey (1822)
- Francis Needham, I conte di Kilmorey (1748–1832)
- Francis Jack Needham, II conte di Kilmorey (1787–1880)
- Francis Charles Needham, III conte di Kilmorey (1842–1915)
- Francis Charles Adelbert Henry Needham, IV conte di Kilmorey (1883–1961)
- Francis Jack Richard Patrick Needham, V conte di Kilmorey (1915–1977)
- Richard Francis Needham, VI conte di Kilmorey (n. 1942)

L'erede apparente è il figlio dell'attuale detentore del titolo, Robert Francis John Needham, visconte Newry e Mourne (n. 1966).